# Place du Château (Strasbourg)
Pour les articles homonymes, voir Place du Château.
La place du Château (en allemand standard et en dialecte alsacien Schlossplatz) est située dans la Grande Île de Strasbourg. Construite en 1215, elle change plusieurs fois de nom.

## Nom

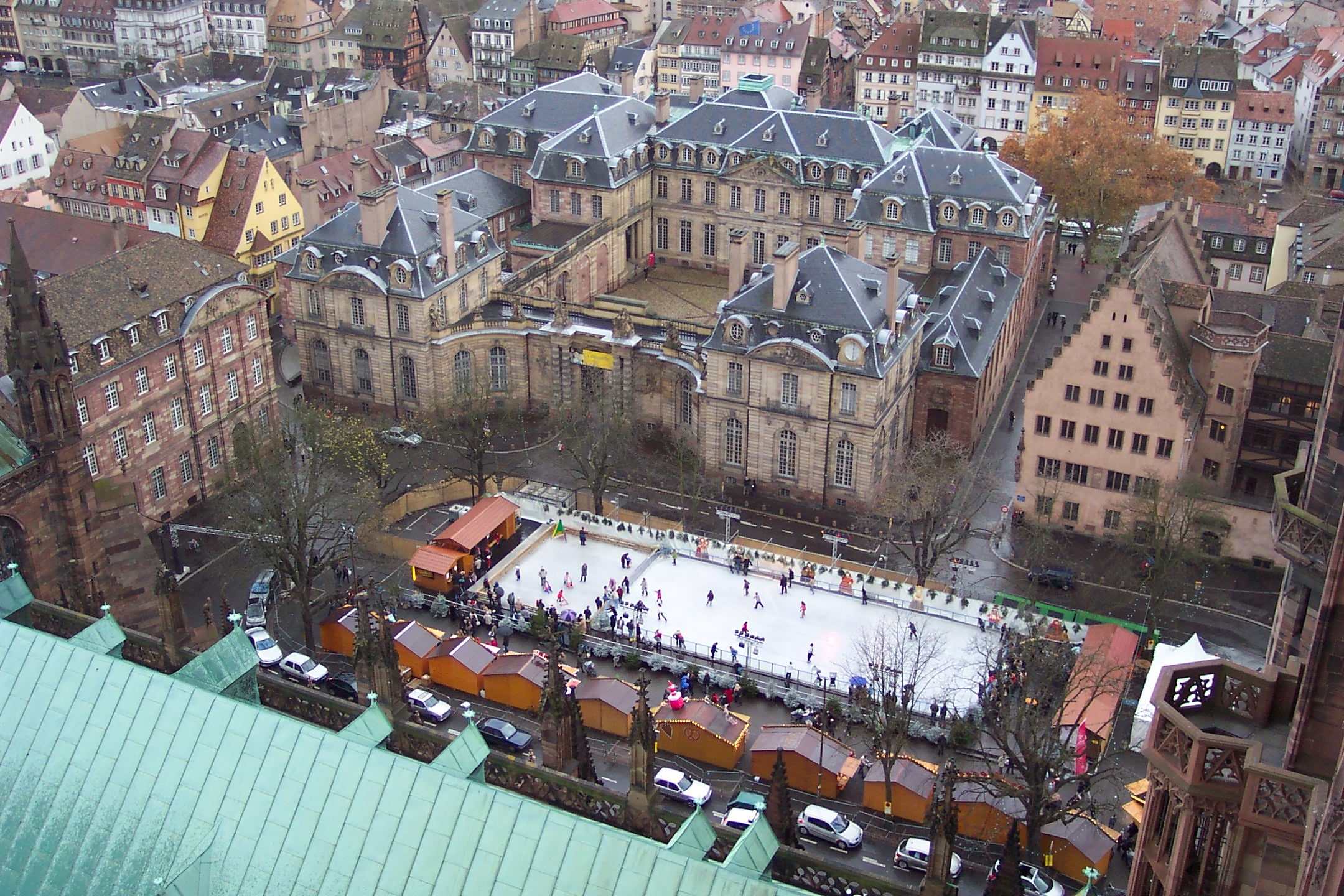
La place avant son réaménagement, vue depuis la plateforme de la Cathédrale.

De sa construction jusqu'en 1740, elle porte le nom de Cour de l'évêque avant de s'appeler place de l'Evêché, puis place de la Responsabilité jusqu'en 1793 et place du Château du Palais en 1804 et dès 1817 place du Château Royal. Le nom de place du Château ne lui est attribué qu'en 1858. Elle changera pour Schlossplatz lors de la victoire allemande. Elle reprendra son nom français en 1918 avant de réadopter le nom allemand en 1940. Depuis la fin de la Seconde Guerre mondiale, elle a conservé son nom actuel.

## Principaux édifices
Plusieurs édifices prestigieux bordent la place : la cathédrale Notre-Dame, le siège de l'Œuvre Notre-Dame, le Palais Rohan, l'ancienne École impériale du Service de santé militaire ainsi que le lycée Fustel-de-Coulanges. Cinq musées de la Ville de Strasbourg y sont domiciliés : le Musée archéologique, le Musée des arts décoratifs, le Musée des beaux-arts, le Musée de l'Œuvre Notre-Dame et le Cabinet des estampes et des dessins.

## Transformation de la place

### Campagne de fouilles 2012
En 2012, dans cadre du réaménagement de la place, des fouilles archéologiques préventives sont effectuées par l’Inrap entre juillet et octobre 2012. Cette fouille a livré, entre autres, deux fragments de fresques romaines peintes. Elles ont été restaurées et sont exposées depuis mai 2013 au Musée archéologique de Strasbourg.

Campagne de fouilles préventives réalisées par l’Inrap.
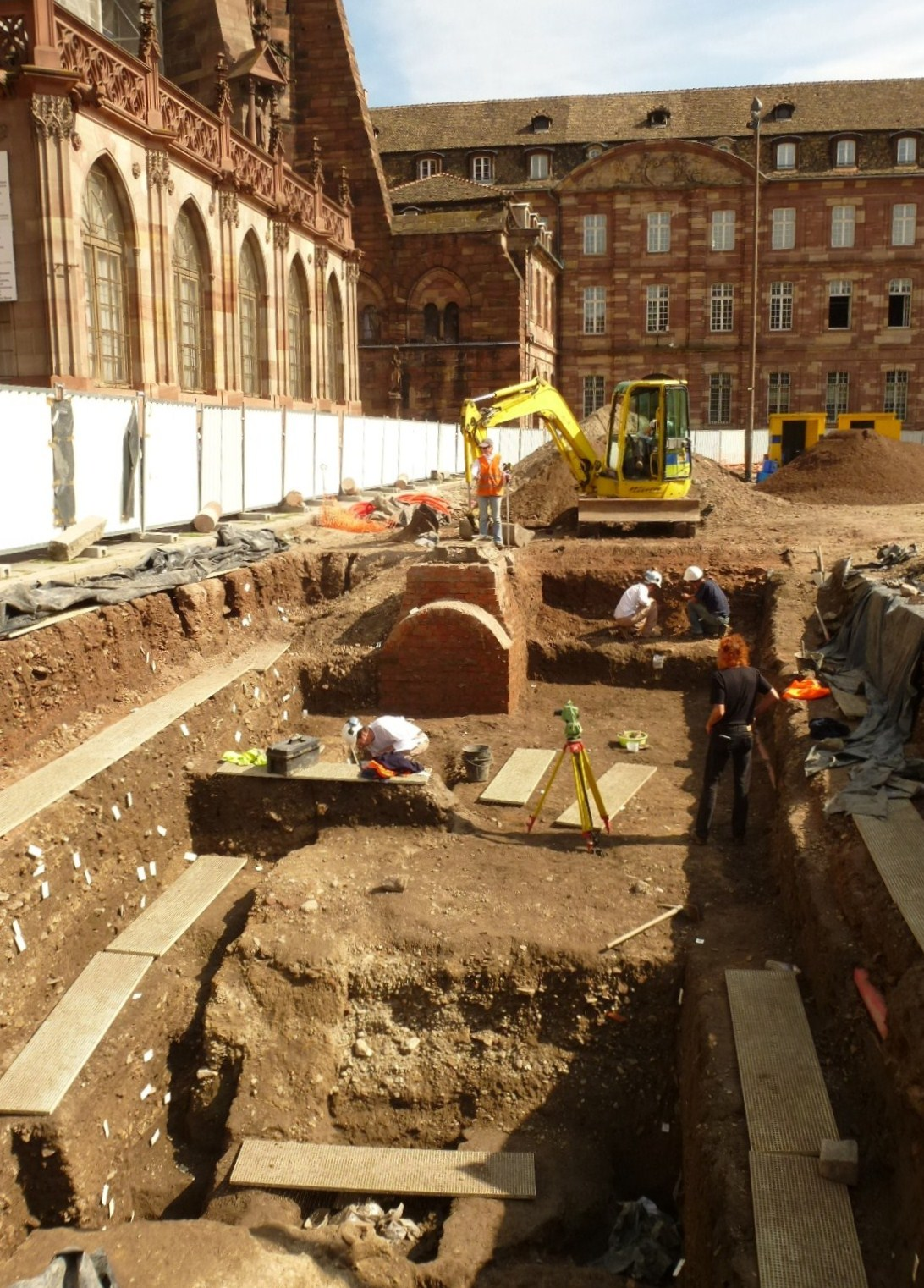
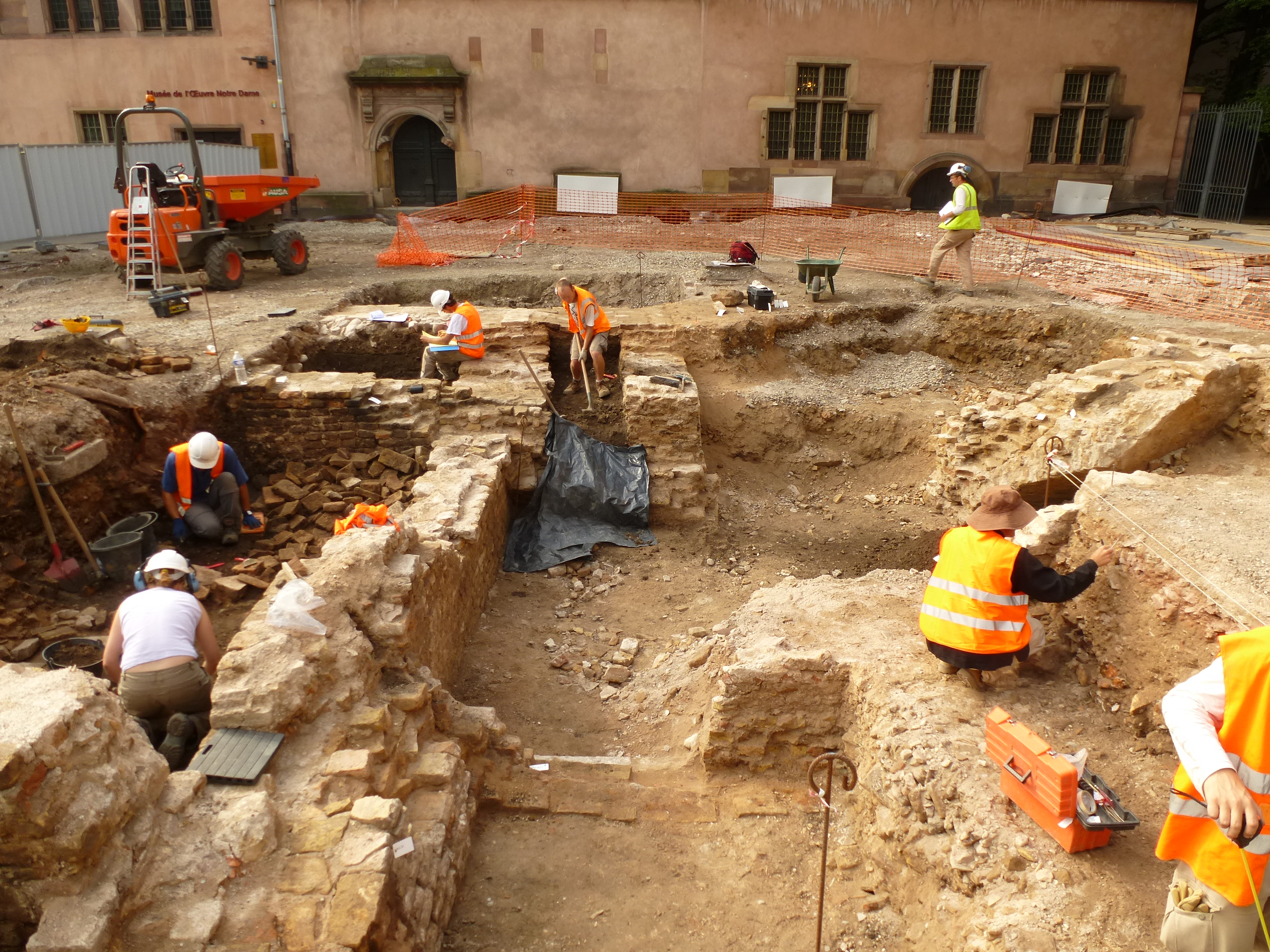
Fouilles préventives de l’Inrap en juillet 2012.
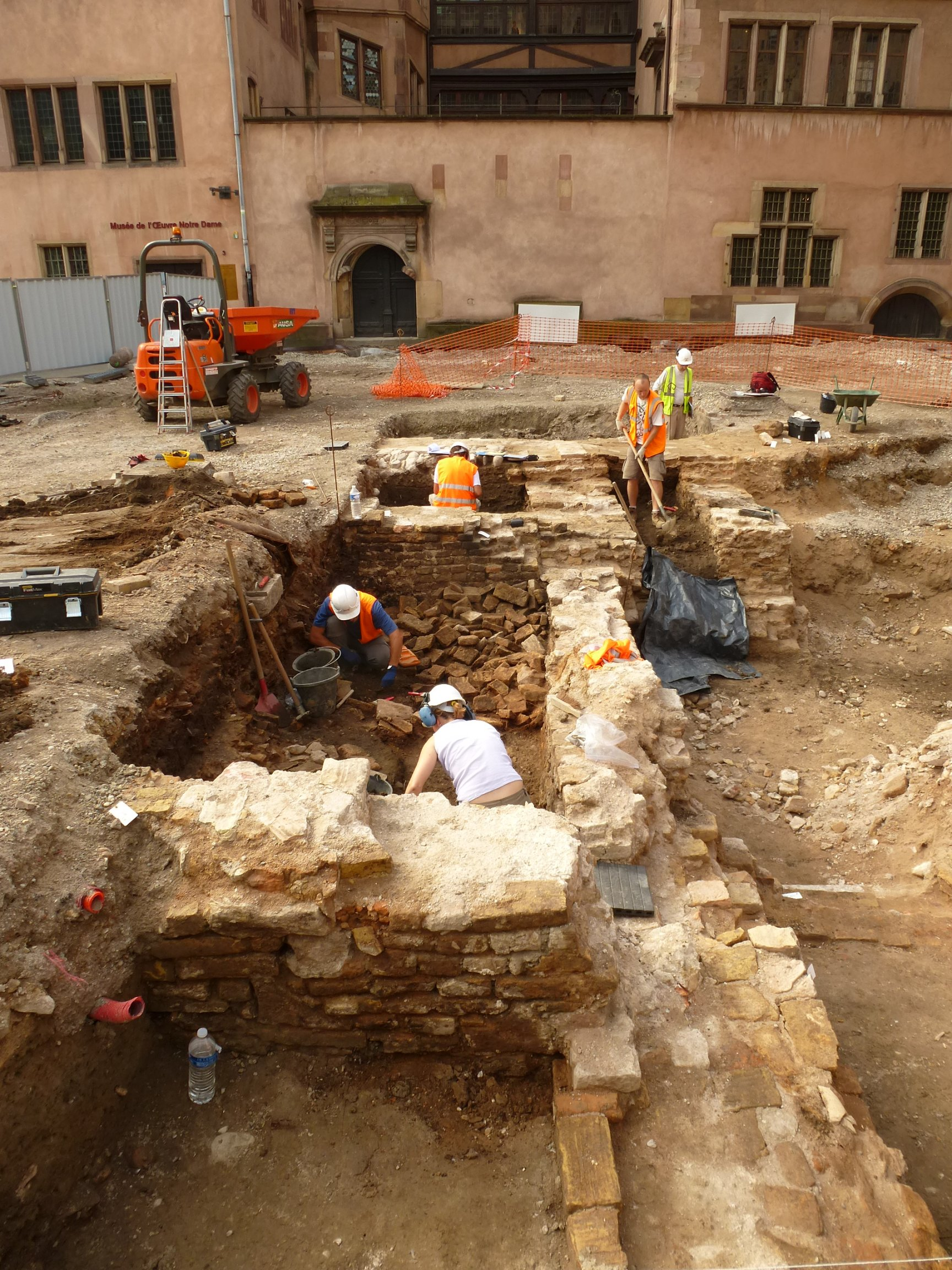

Les fresques romaines.
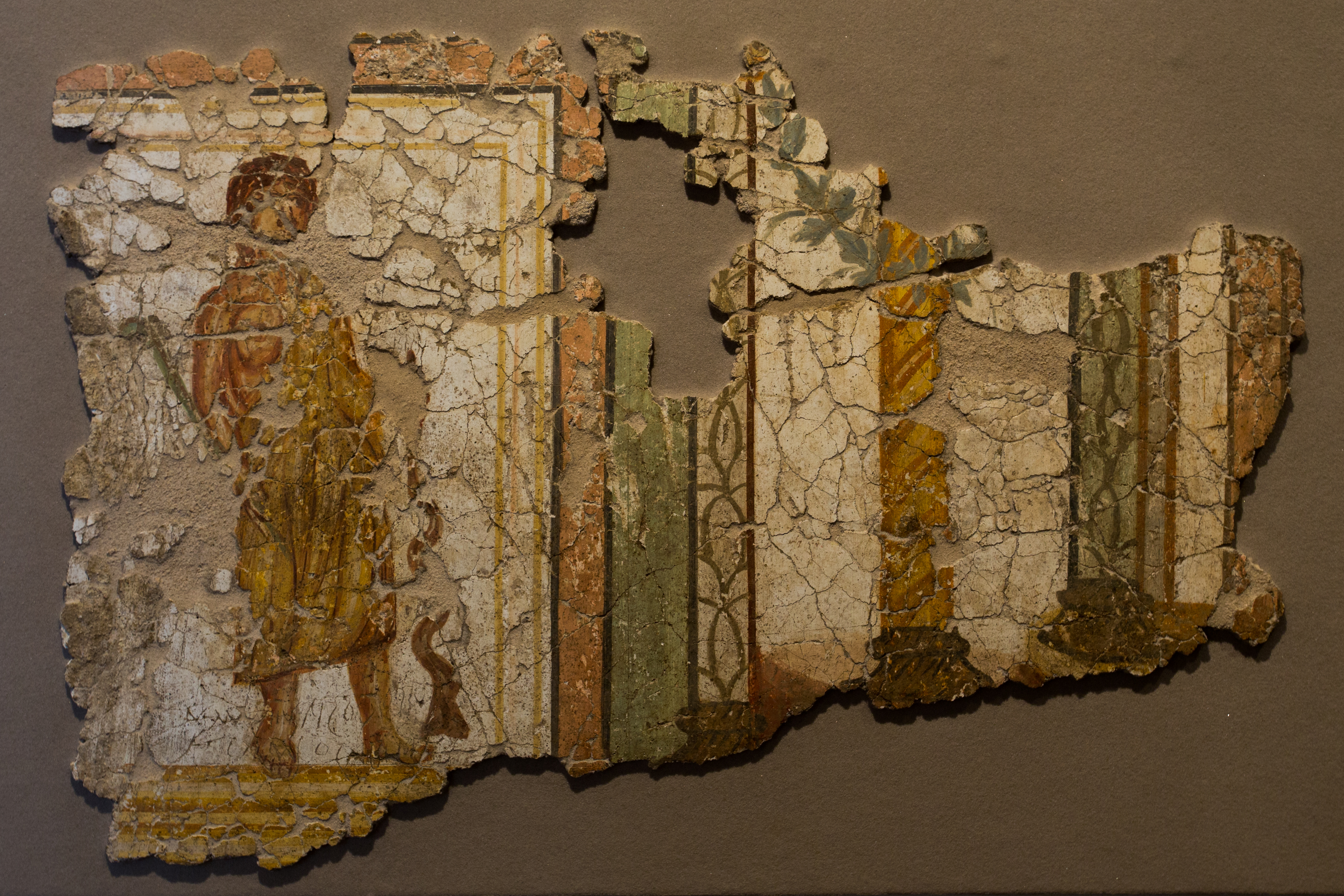
Peinture murale romaine représentant un personnage debout.
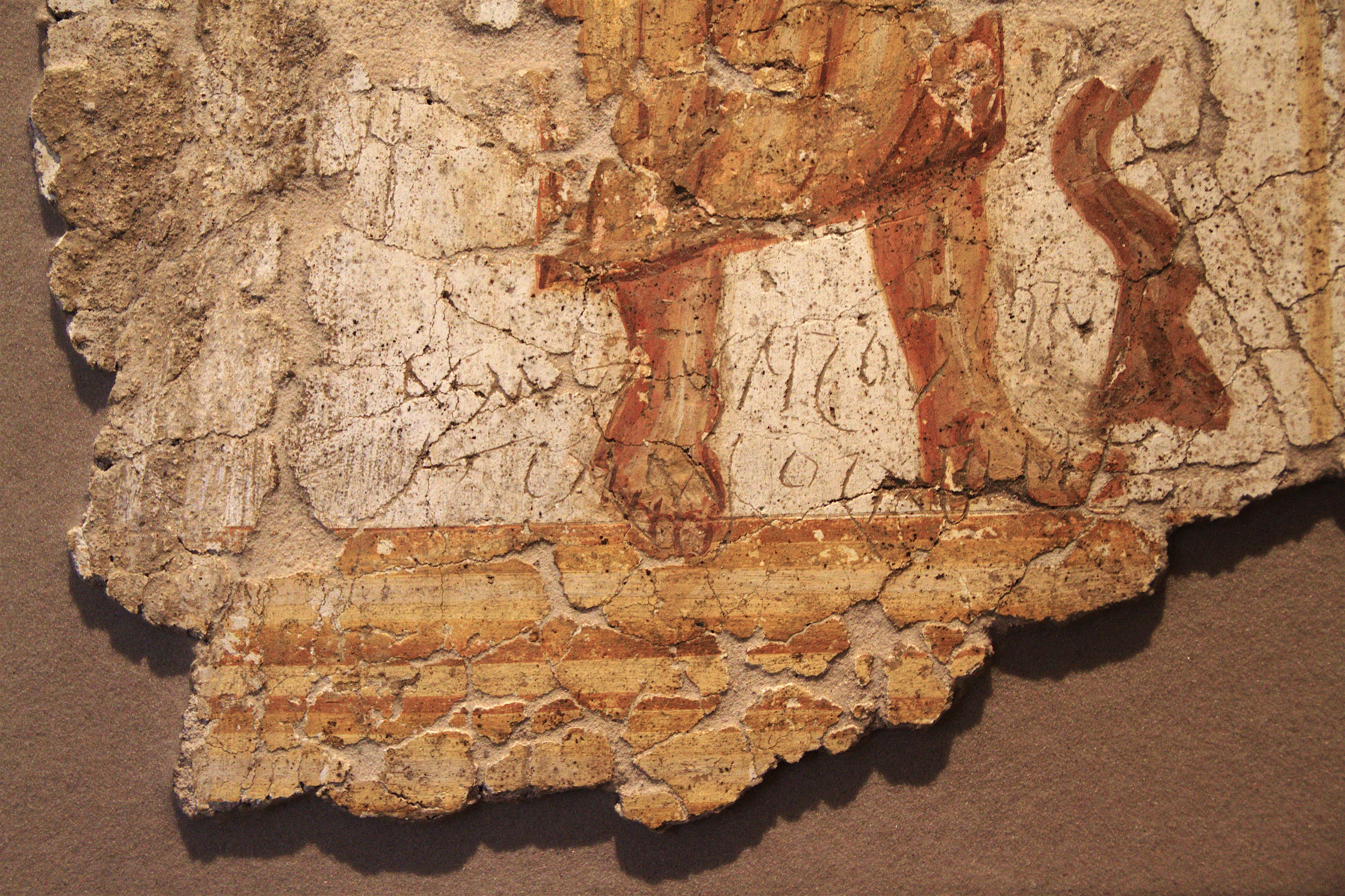
Détail d’un graffiti.
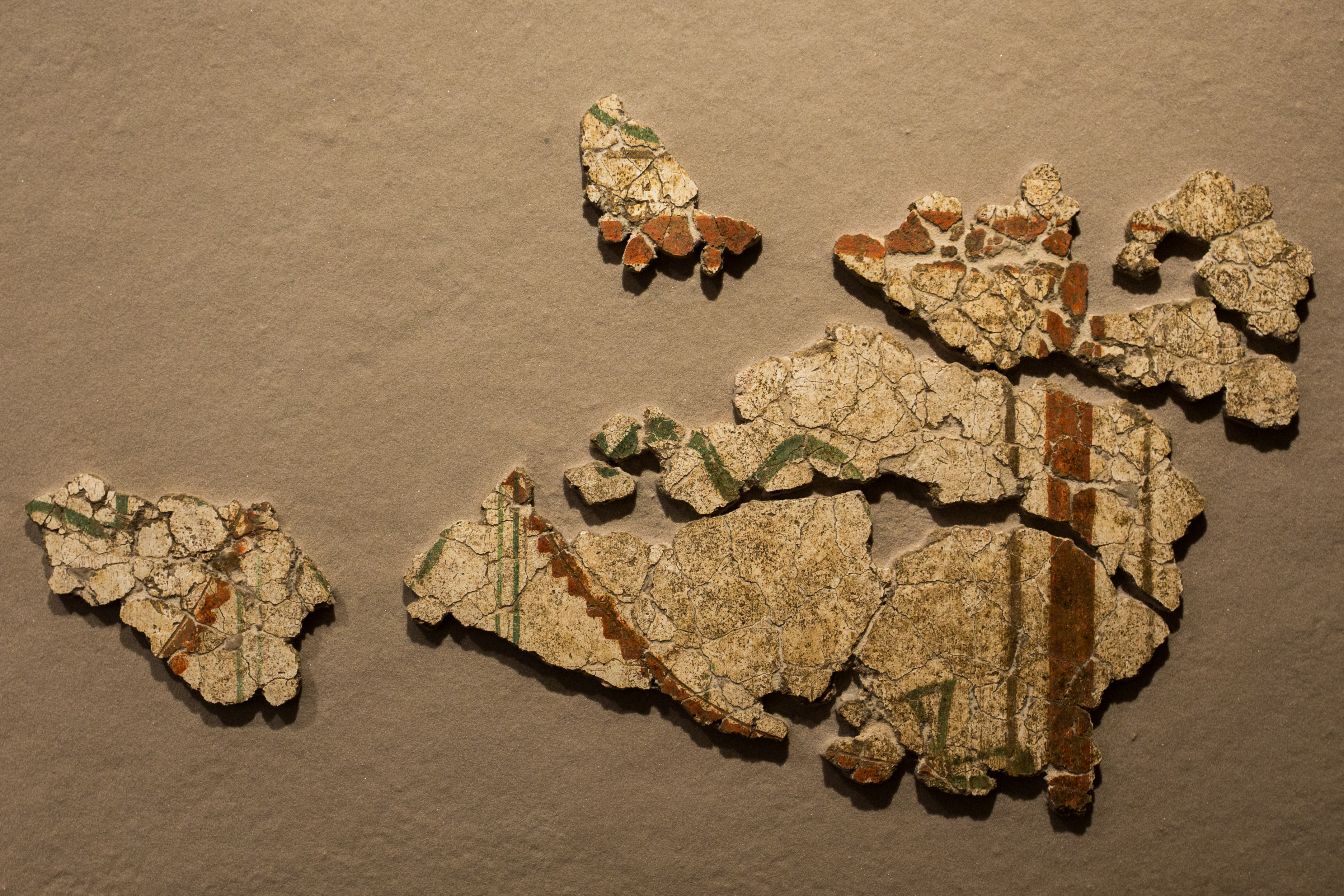
Peinture murale romaine représentant un décor de guirlande rouge accrochée par un nœud vert.

La maison Schœttel
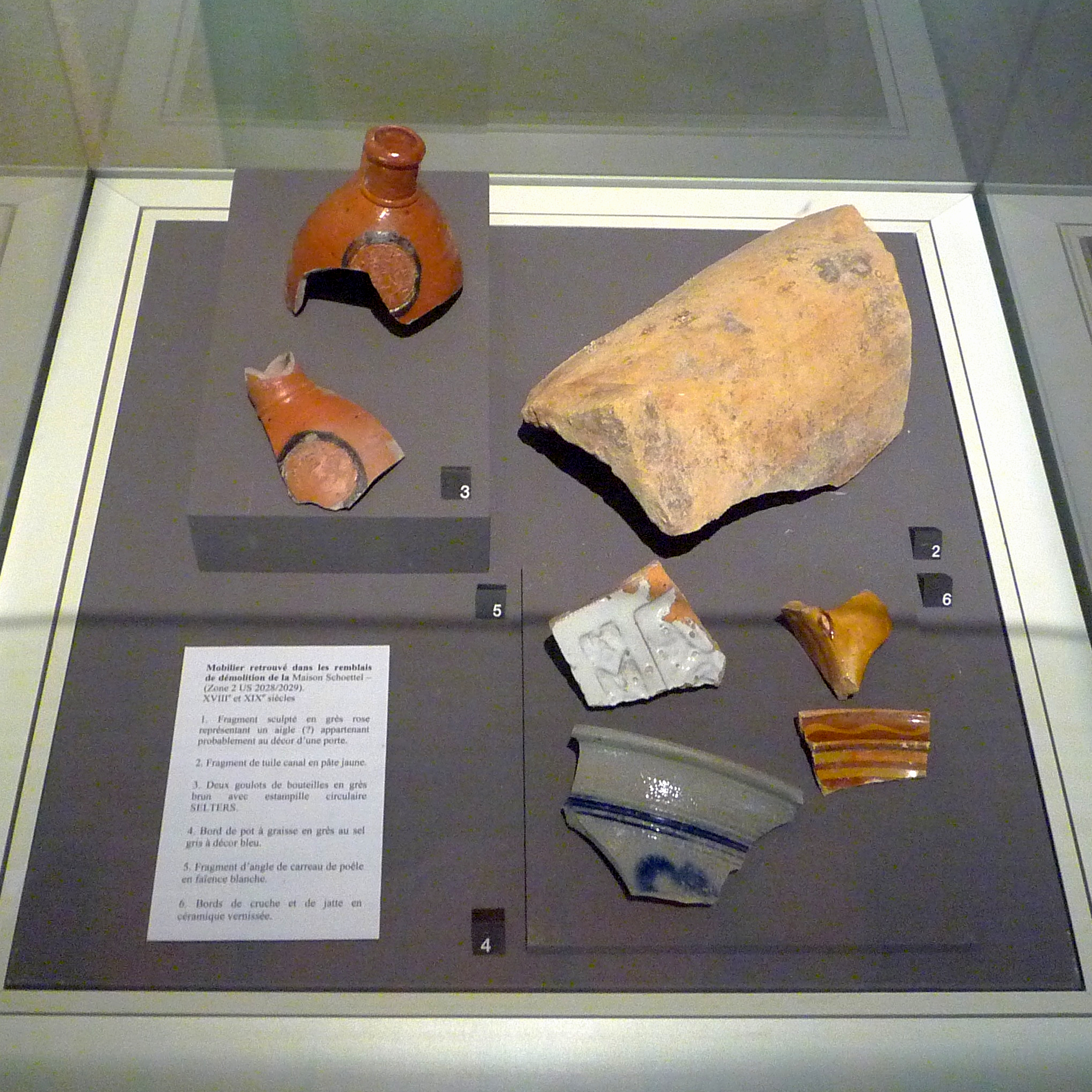
Artefacts de fouilles.
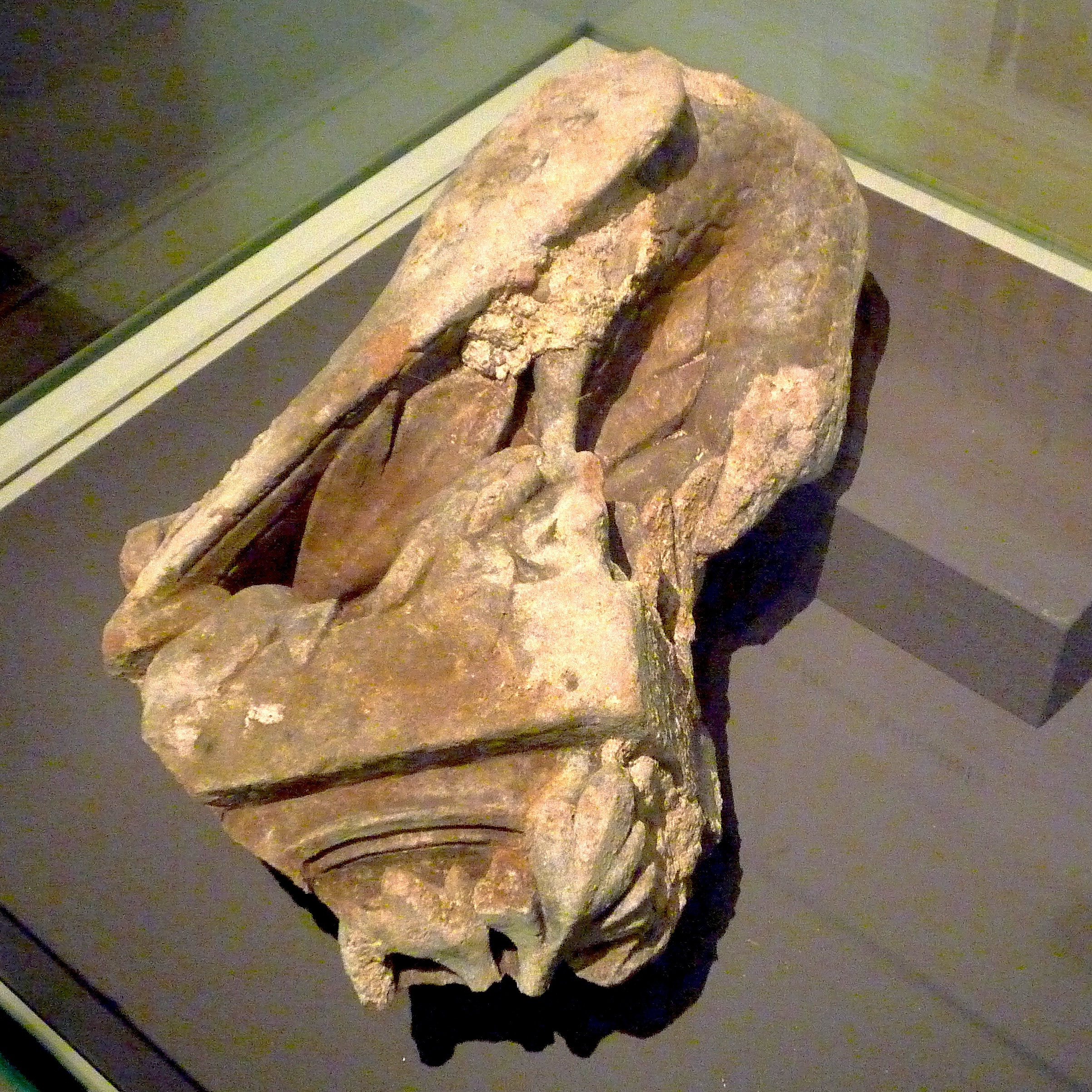
Aigle (?) en grès sculpté de la maison Schœttel.

### Les travaux de rénovation.

La place en cours de travaux.
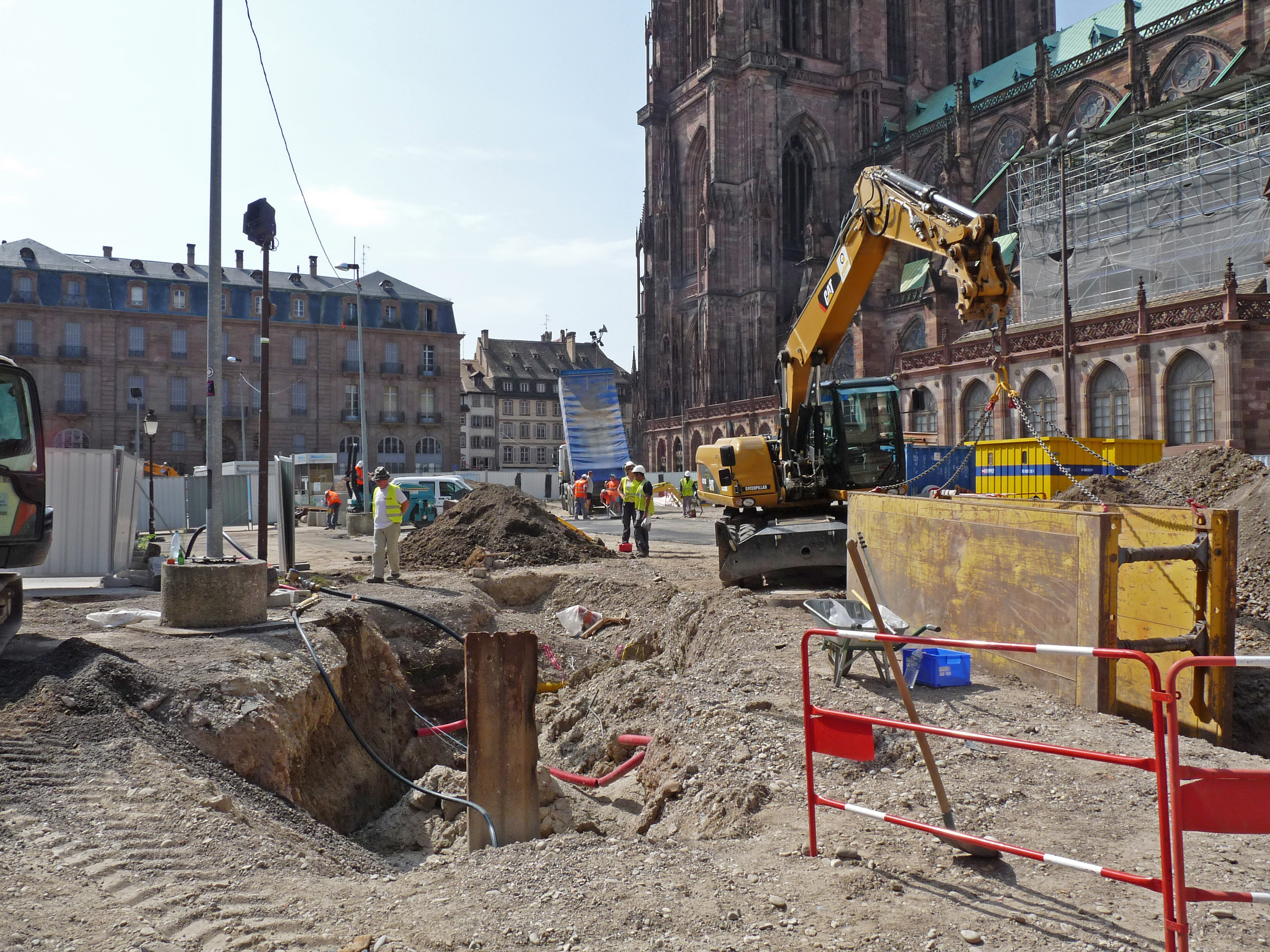
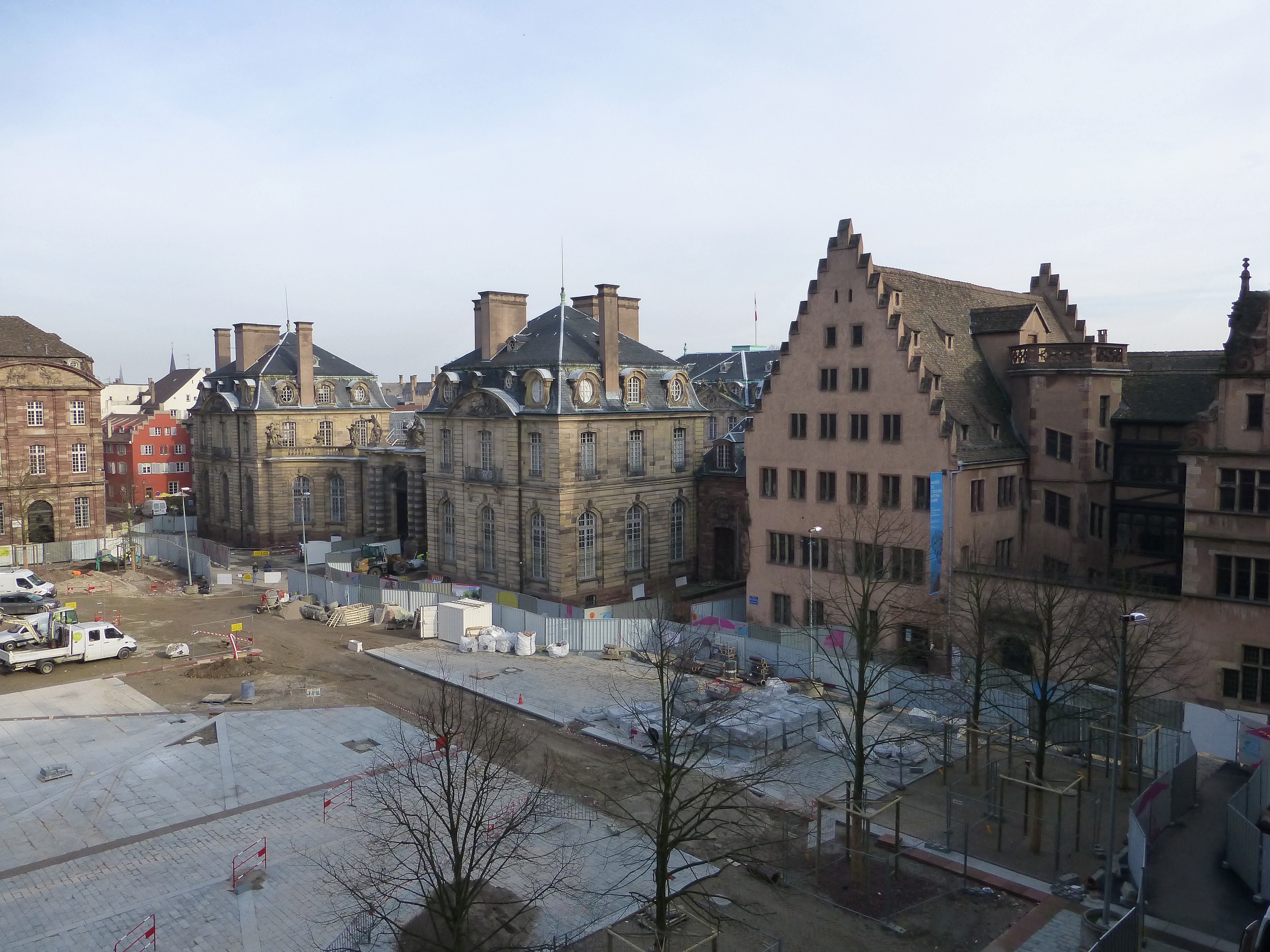
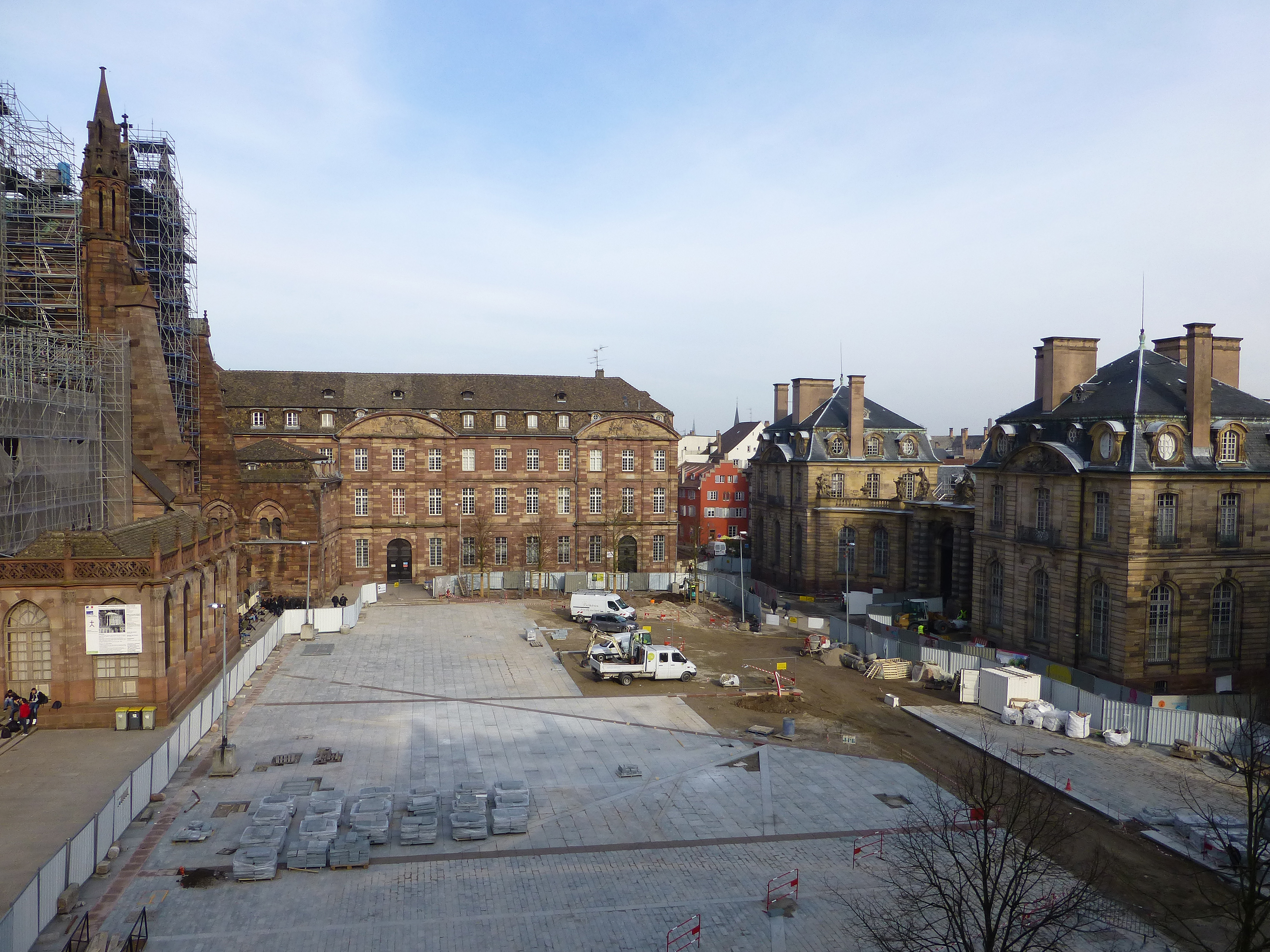

La ville décide de supprimer le parking et la circulation automobile sur la place au début de l’année 2010. La place devient une zone piétonne et du mobilier urbain est installé provisoirement en attendant un réaménagement complet. La concertation avec les riverains pour son réaménagement s’achève à la fin de l’année 2011. Plusieurs projets sont présentés qui seront retoqués par les Strasbourgeois. Début 2012, le projet définitif est dévoilé pour un budget de 2,45 millions d'euros. Les 10 marronniers en mauvais état sanitaire plantés au début du XXe siècle sont abattus et remplacés par dix tilleuls âgés de trente ans, des blocs de grès roses sculptés par les ateliers de la Fondation de l'Œuvre Notre-Dame sont disposés autour de la place et des jets d'eau sont installés au milieu de celle-ci. La nouvelle place est inaugurée le 21 septembre 2013.

La place réaménagée.
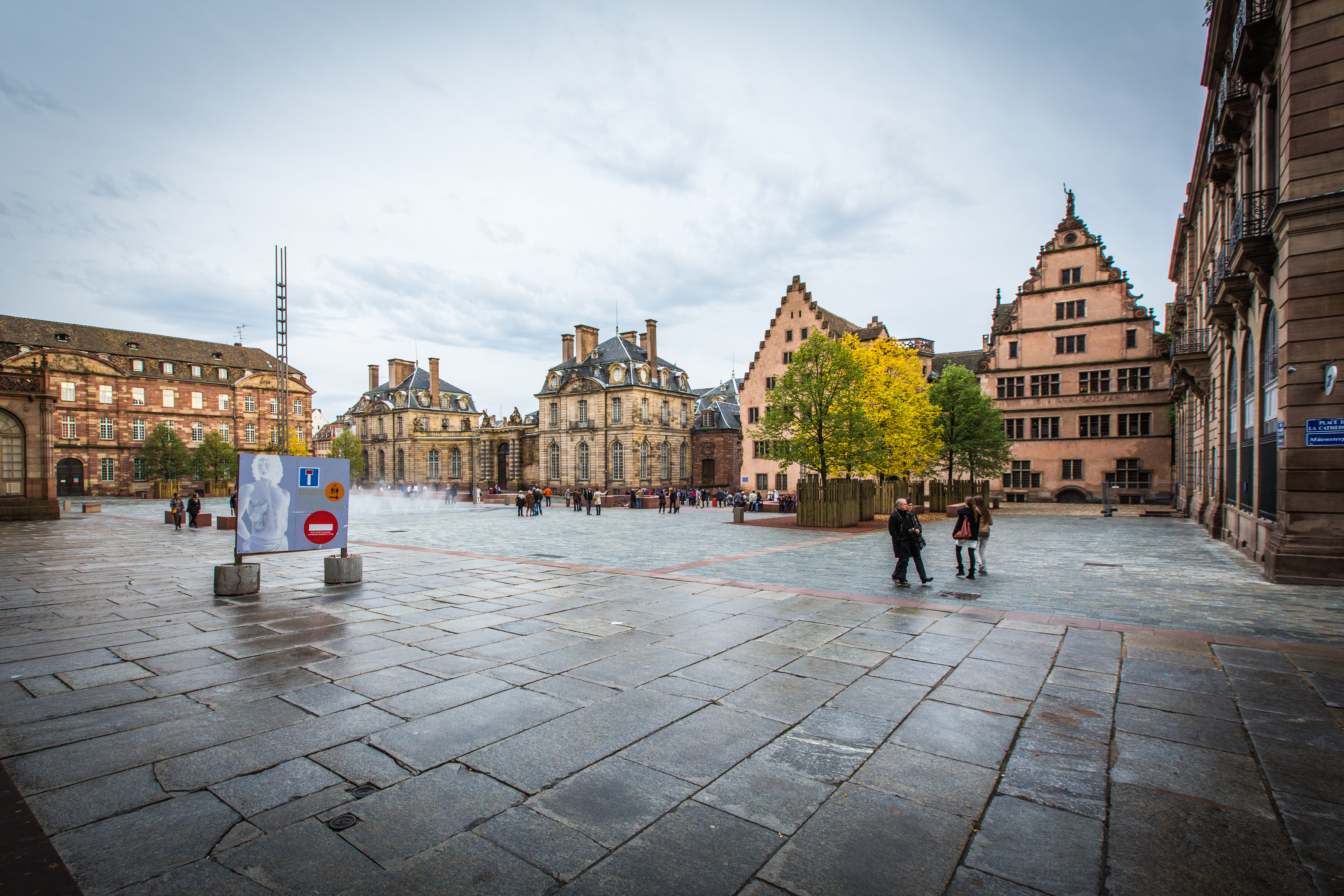
Vue générale de la place après réaménagement.
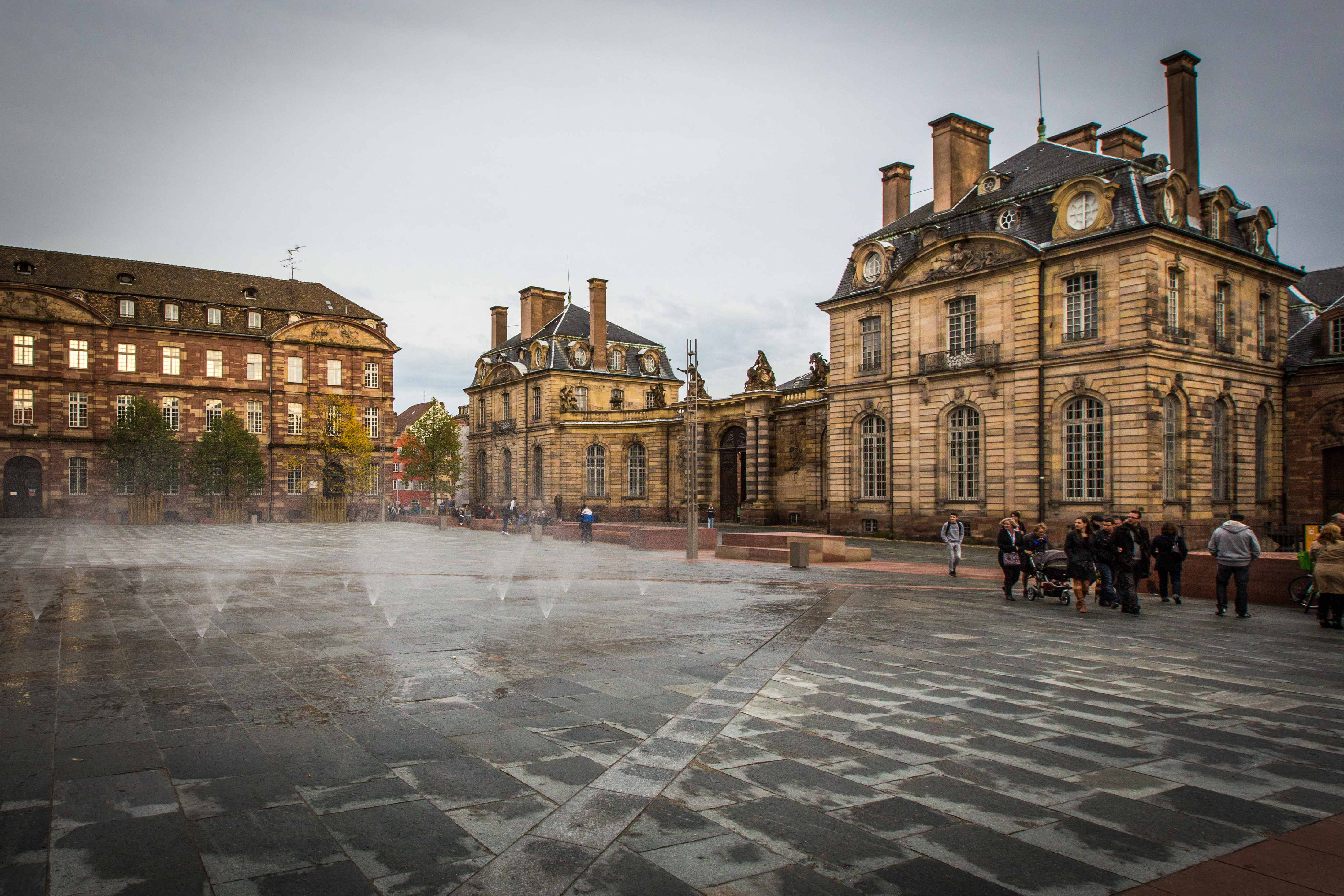
Le Palais des Rohans
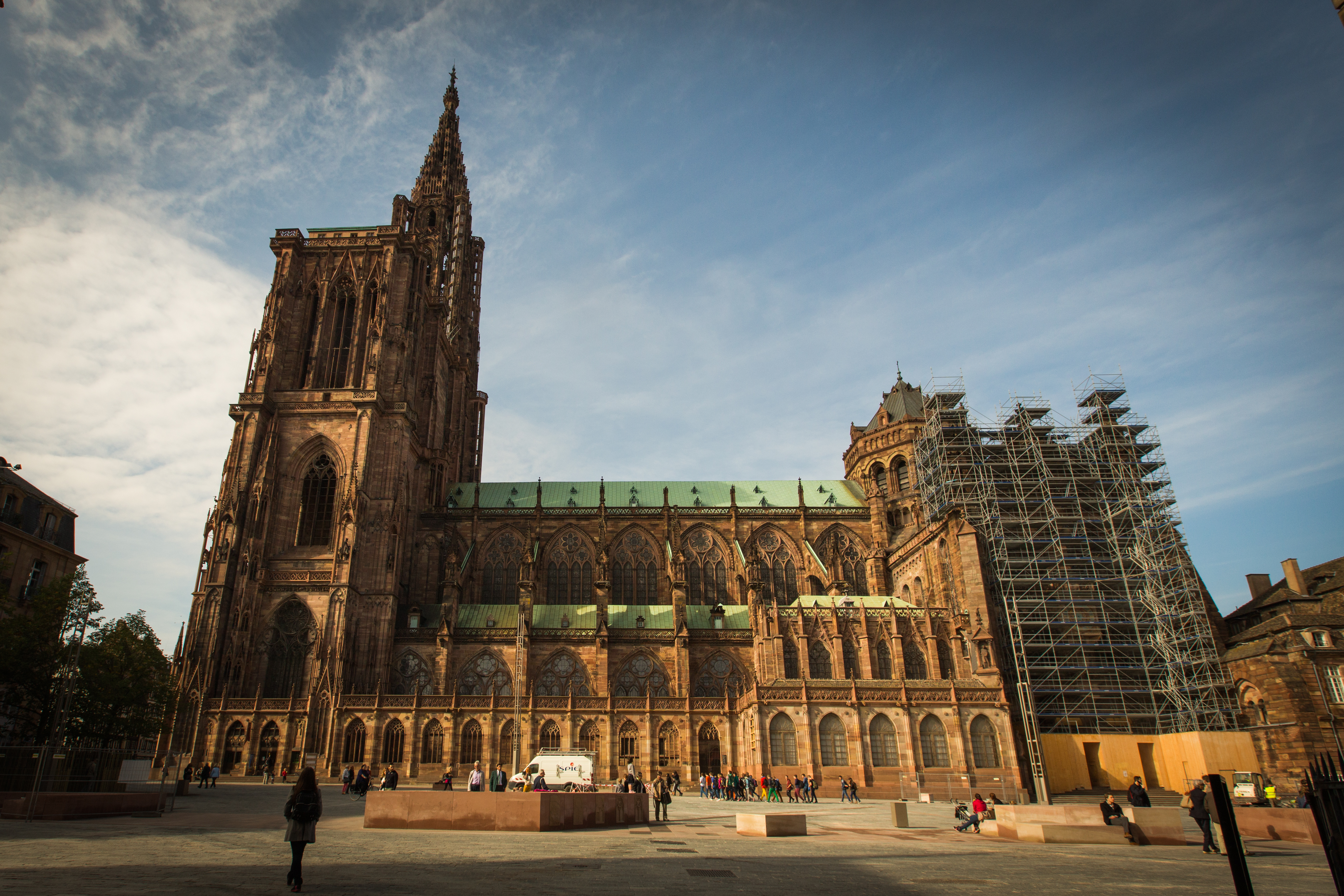
La cathédrale dont la vue est dégagée des arbres et des automobiles.
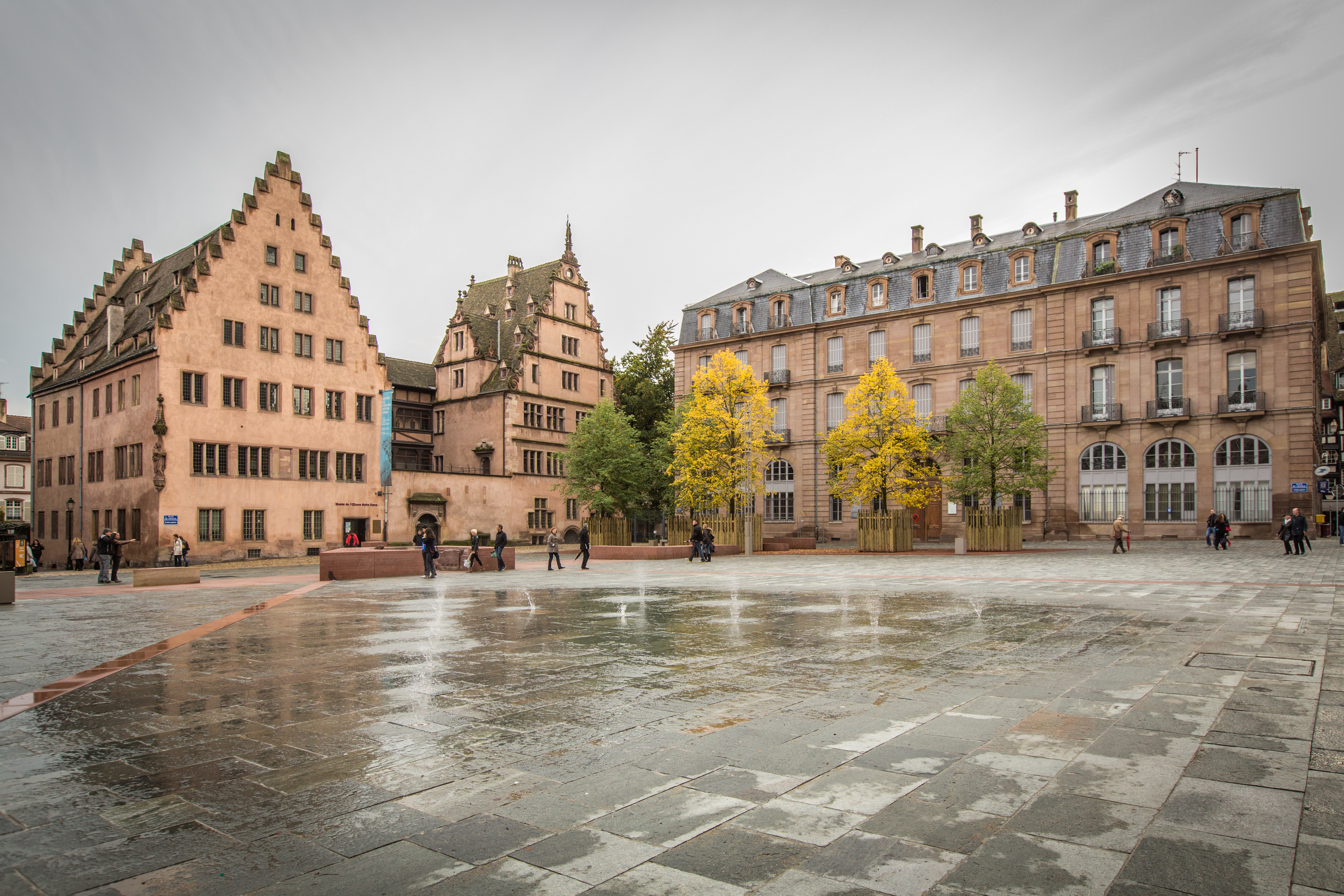
La Fondation de l’Œuvre Notre-Dame et l’ancienne École militaire impériale de santé.